# Lisenko Malaj
Lisenko Malaj (ur. 3 grudnia 1952 we Wlorze, zm. 4 marca 2018 w Rzymie) – aktor i reżyser albański.

## Życiorys
Ukończył studia na wydziale aktorskim Instytutu Sztuk w Tiranie. W 1980 zadebiutował na dużym ekranie w jednej z głównych ról w komedii Karnavalet. Od 1982 pracował jako asystent reżyserów Esata Musliu, Saimira Kumbaro i Kristaqa Dhamo.
Początkowo realizował samodzielnie filmy dokumentalne, za film Pranvera dy hapa pranë został wyróżniony na VI Festiwalu Filmów Dokumentalnych w 1985 w Tiranie. Jako reżyser filmów fabularnych Malaj zadebiutował w 1986 filmem Tre dite nga nje jete. W 1992 wraz z rodziną wyemigrował do Włoch, gdzie spędził ostatnie lata życia.
Był żonaty (żona Aferdita).

## Role filmowe
- 1980: Karnavalet jako Loni
- 1988: Shpresa
- 1990: Shpella e pirateve

## Filmy wyreżyserowane
- 1985: Pranvera dy hapa pranë - dokumentalny
- 1986: Tre dite nga nje jete
- 1988: Misioni pertej detit
- 1992: Vdekja e burrit